# 濱田義一
浜田義一（1977年—），為日本的漫畫家、插畫家。現居埼玉縣。

## 作品
- 《新劍之世界RPG 重播》 - 封面、插圖以及漫畫版《突撃！軟弱冒險隊》。
- 《怪怪守護神》（つぐもも）

## 外部連結
- （日語）浜田よしかづ 公式ホームページ 『Yの食卓』 （页面存档备份，存于）
- （日語）(yoshikadu2010)的X（前Twitter）
- （日語）浜田よしかづYouTube頻道 （页面存档备份，存于）